# Червар-Порат
Червар-Порат је насеље у Републици Хрватској у саставу града Пореча у Истарској жупанији.

## Демографија
Према попису становништва из 2001. године, насеље је имало 593 становника те 206 породичних домаћинстава.